# Sägmühle (Treuchtlingen)
Sägmühle ist ein Gemeindeteil der Stadt Treuchtlingen im Landkreis Weißenburg-Gunzenhausen (Mittelfranken, Bayern). Sägmühle liegt in der Gemarkung Treuchtlingen.

## Lage
Das Mühlenanwesen liegt am Möhrenbach südlich von Treuchtlingen auf 418 m ü. NHN im Winkel der Staatsstraßen 2217 und 2230. Westlich führt die Bahnstrecke Donauwörth–Treuchtlingen vorbei.

## Geschichte
Die Mühle ist erstmals 1354 urkundlich erwähnt, als Ulrich von Treuchtlingen die „Reysmül“ an Wirich von Treuchtlingen verkaufte. Ulrichs Schwager, Cunrad von Hoppingen und Stephan von Hoppingen, verschrieben die Mühle fünf Jahre später dem Kloster Heidenheim. Abgaben (wohl der Zehnt) flossen auch an das Kloster Rebdorf, wie ein Beleg von 1370 kundtut. Für 1447 ist ein erneuter Besitzwechsel dokumentiert: Hanß von Seckendorf zu Jochsberg verkaufte seinen Untertanen auf der nunmehrigen „Seegmühl“, Andreas Müller, an Heinrich von Pappenheim. Spätestens 1453 gehört die Mühle den ansbachisch-brandenburgischen Markgrafen, die die „Reißmül“ als Lehen an die Herrschaft Pappenheim gaben; deren Untertan auf der Mühle hieß nunmehr Ulrich Reißmüller. Für 1596 ist zu erfahren, dass der „Seegmüller“ Hanß Wolf zur Herrschaft des Veit Erbmarschall zu Treuchtlingen gehört. 1716 kaufte ein Johann Walchmüller die „Seeg- od. Reißmühle“; in dessen Familienbesitz verblieb sie bis zur Gegenwart. Heute wird die Mühle auch als „Wallmühle“ bezeichnet.
Am Ende des Alten Reiches gehörte die „Walckmühl“ zum markgräflichen Verwalteramt Treuchtlingen und mit der Fraisch zum ansbachischen Oberamt Gunzenhausen. Mit dem ehemaligen ansbachischen Fürstentum, seit 1791/92 preußisch, kam die Mühle 1805/06 an das Königreich Bayern und dort 1808 an die Munizipalgemeinde Treuchtlingen im Landgericht Heidenheim. 1857 wurde die Mühle mit Treuchtlingen dem Landgericht Pappenheim und dem Rentamt Weißenburg unterstellt; 1862 wurde das Bezirksamt Weißenburg gebildet, das 1939 zum Landkreis umgestaltet wurde. Mit der Gebietsreform in Bayern gehört Treuchtlingen mit seinen Mühlen und anderen Einöden seit dem 1. Juli 1972 dem vergrößerten Landkreis Weißenburg in Bayern an, der am 1. Mai 1973 den Namen Landkreis Weißenburg-Gunzenhausen erhielt.
Um 1955 wurde das Getreidemahlen eingestellt, während der landwirtschaftliche Betrieb weitergeführt wurde.

### Besonderheit
Am Zusammenfluss vom Mühlbach und Möhrenbach steht ein großer Grenzstein im Wasser, der die alte Grenze zwischen der Herrschaft Pappenheim (Wappen auf der Westseite) und dem Verwalteramt Treuchtlingen des Fürstentums Ansbach markiert.

### Einwohnerzahlen
- 1818: 10 Einwohner[10]
- 1824: 08 Einwohner, 1 Anwesen[11]
- 1861: 10 Einwohner, 4 Gebäude[12]
- 1950: 12 Einwohner, 2 Anwesen[10]
- 1961: 08 Einwohner, 2 Wohngebäude[13]
- 1987: 04 Einwohner, 1 Wohngebäude[1]